# تيد لويس
تيد لويس (بالإنجليزية: Ted Lewis)‏ هو موزع وعازف كلارينيت وعازف الجاز ومغني وممثل أمريكي، ولد في 6 يونيو 1890 بسيركلفيل في الولايات المتحدة، وتوفي في 25 أغسطس 1971 بنيويورك في الولايات المتحدة.

## معرض صور

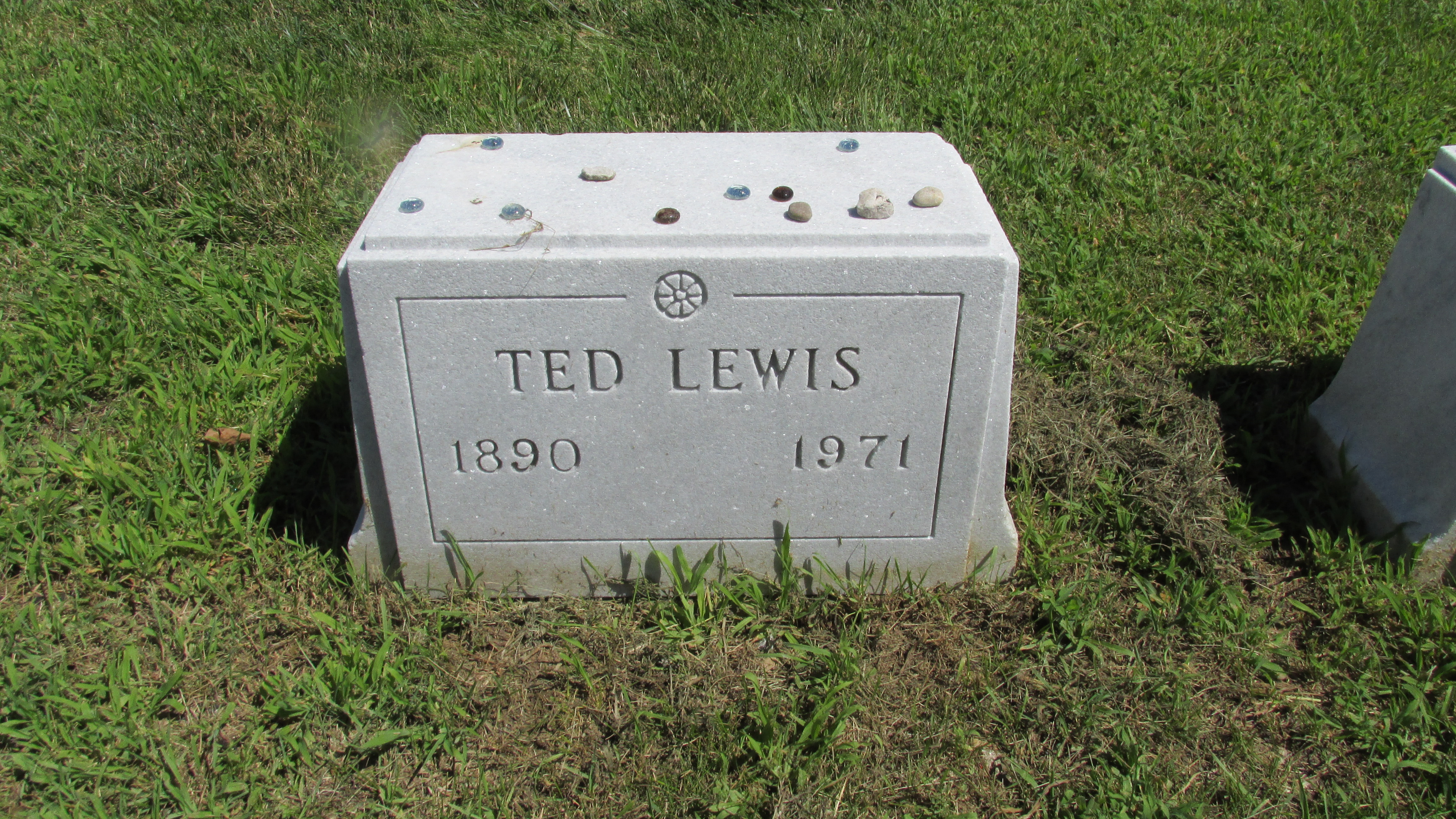
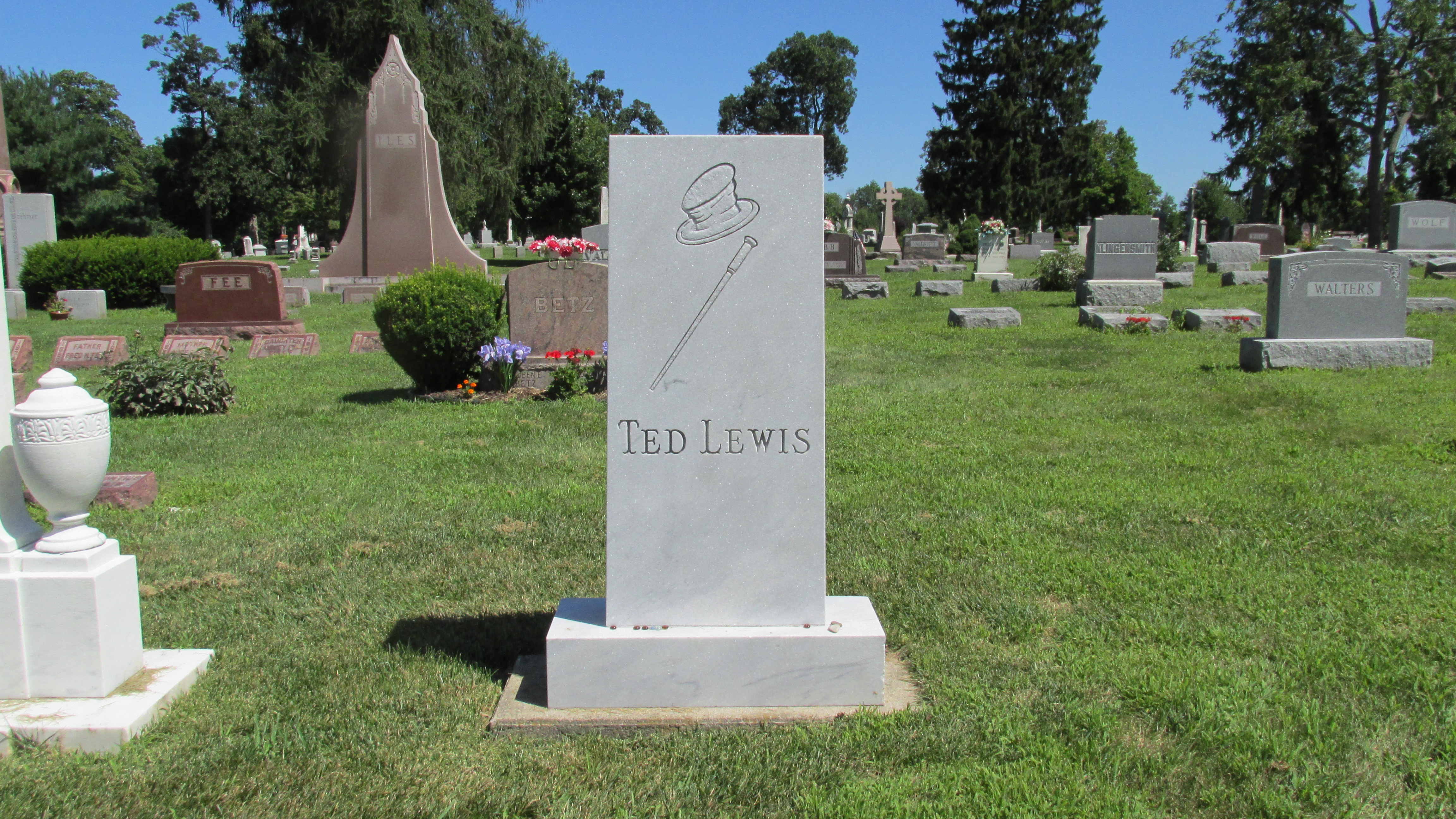
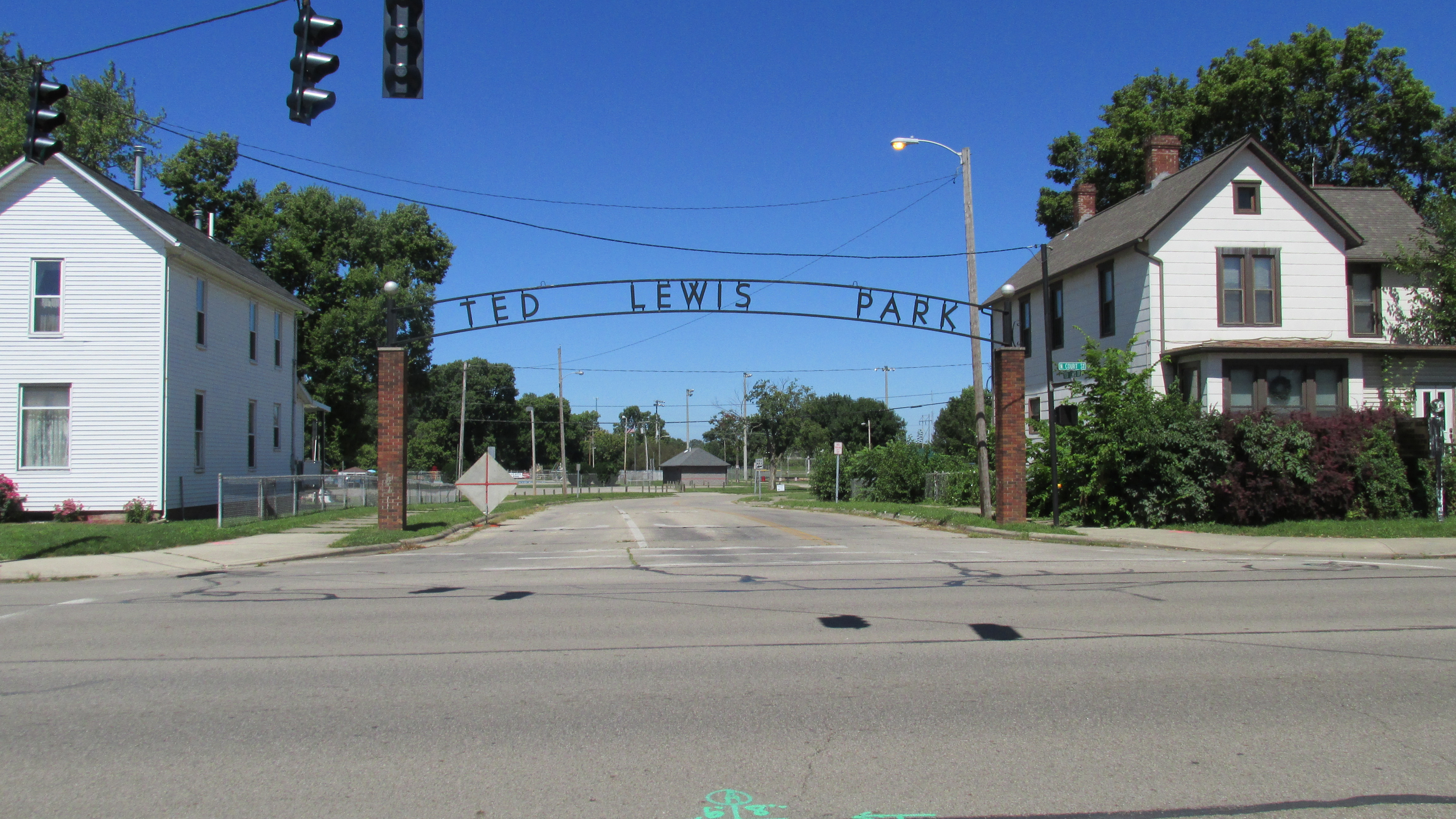
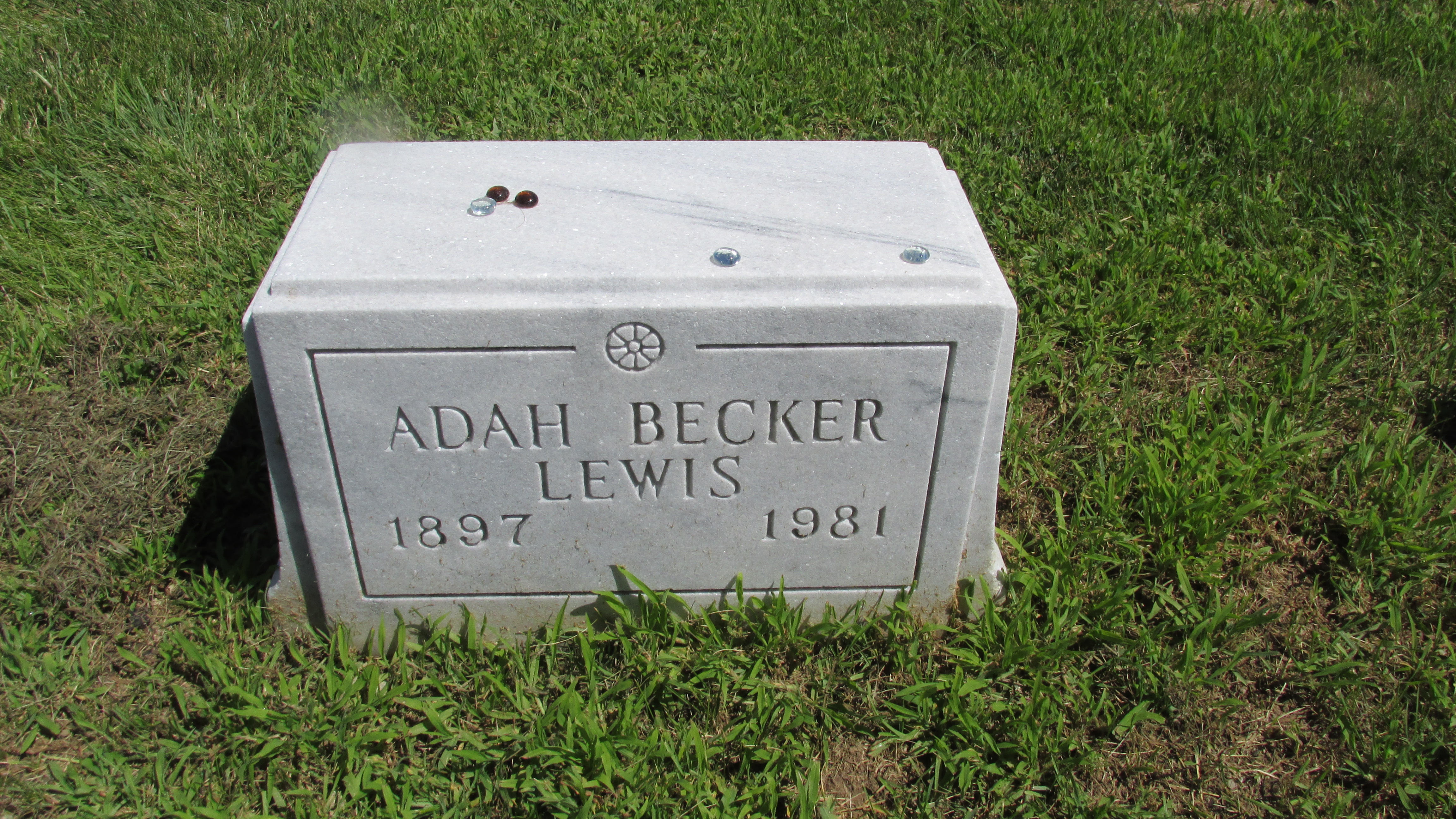
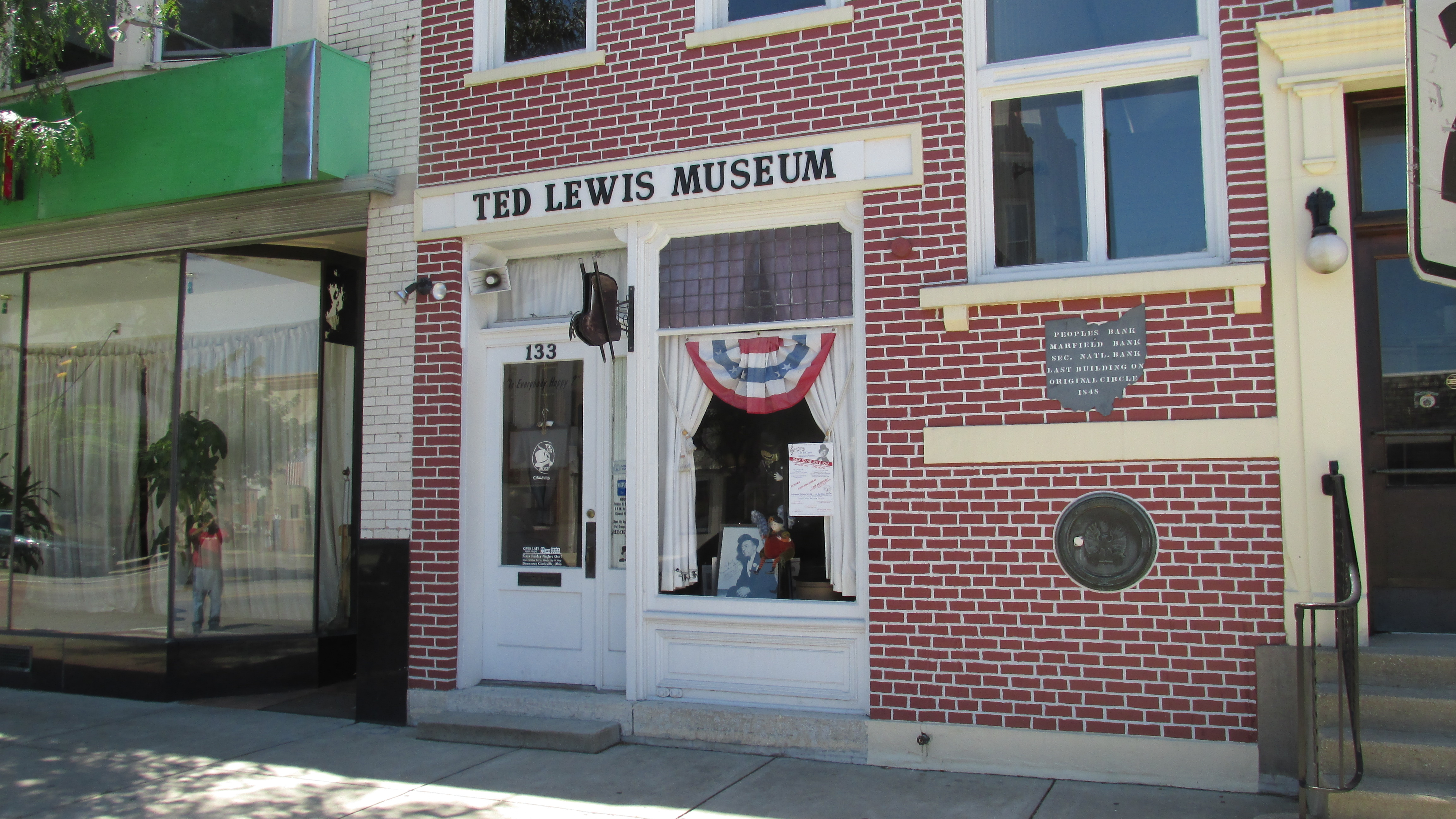

## وصلات خارجية
- تيد لويس على موقع IMDb (الإنجليزية)
- تيد لويس على موقع ميوزك برينز (الإنجليزية)
- تيد لويس على موقع أول موفي (الإنجليزية)
- تيد لويس على موقع قاعدة بيانات برودواي على الإنترنت (الإنجليزية)
- تيد لويس على موقع إن إن دي بي (الإنجليزية)
- تيد لويس على موقع أول ميوزيك (الإنجليزية)
- تيد لويس على موقع ديسكوغز (الإنجليزية)
- تيد لويس على موقع قاعدة بيانات الفيلم (الإنجليزية)